# دن هدایا
دن هدایا (به انگلیسی: Dan Hedaya) (زاده ۲۴ ژوئیهٔ ۱۹۴۰) بازیگر آمریکایی است.
از فیلم‌های او می‌توان به بازی در فعالیت مدنی، خون‌بها، شبی در راکسبری، کماندو، اعترافات واقعی، شفت، دیک، ارتفاعات آرام، بازی منصفانه، اولین باشگاه همسران، آهنگ در فردا، جستجو و نابود کردن، غریبه‌ها با آبنبات، در جستجوی بابی فیشر، میرا برکینریج، دانش‌آموز خوب، برای عشق یا پول و مرد اضافی اشاره کرد.